# Álex Grijelmo García
Álex Grijelmo García (Burgos, Espanya, 1956) és un escriptor i periodista espanyol.

## Biografia
Llicenciat en Ciències de la Informació i màster oficial i doctor en Periodisme per la Universidad Complutense, de Madrid. Titulat en direcció d'empreses (PADE) per l'IESE Business School de la Universidad de Navarra. Grau honorari en Administració d'Empreses per la fundació universitària ESERP.
Grijelmo va publicar als 16 anys el seu primer article, al diari burgalès La Voz de Castilla, periòdic on després treballaria com a redactor en pràctiques mentre estudiava periodisme. Expulsat de la Universidad de Navarra per les seves activitats antifranquistes (en concret, per ser el director de la revista universitària Ya Era Hora, editada des d'El Verbo Divino durant el curs 1974-75, la residència del qual va estar a punt de ser tancada), es va traslladar a la Universidad Complutense de Madrid. Acabaria la carrera finalment anys més tard, ja durant l'exercici de la professió. Va cursar després el màster oficial i va obtenir el grau amb una tesina sobre el valor del silenci en la retòrica, tema en el qual va aprofundir en la seva tesi doctoral, publicada amb el títol La información del silencio i referida a les manipulacions informatives per via de l'omissió de dades.
El 1977 va ingressar a l'agència Europa Press. En 1983 va ser contractat pel diari El País, on va ser successivament sotscap de Madrid, sotscap i cap d'Edició i Disseny, cap d'Espanya, redactor en cap d'Edició i Formació (en aquesta etapa es va publicar el llibre d'estil, del qual va ser responsable), redactor en cap de Madrid i després de Domingo, de Societat i d'Esports.
L'any 1999 el van nomenar director periodístic de la cadena de periòdics locals i regionals del grup Prisa (propietari d'El País). El 2002 va passar a ocupar la Direcció General de Continguts de Prisa Internacional. Va contribuir així a la creació de les tres cadenes de ràdio panamericanes W Radio, Bésame Radio i Los 40 Principales, amb presència a Colòmbia, Mèxic, Costa Rica, Xile, Panamà i Miami. En aquesta època va ser el responsable també dels continguts de diferents mitjans de Bolívia, i va fundar l'edició mexicana de Rolling Stone.
El maig de 2004 va ser nomenat president de l'Agencia EFE, amb la missió de fer d'aquesta empresa pública un mitjà informatiu independent. Durant el seu mandat es va negociar el primer codi ètic dels periodistes de l'agència i de la seva direcció, i es va aconseguir, per primer cop en tota la seva història, l'entrada en rendibilitat econòmica. El 2005 va crear la Fundación del Español Urgente (Fundéu), patrocinada pel BBVA. L'any 2007 va ser elegit president del Consell Mundial d'Agències per un mandat de tres anys. El 2012 va tornar com a directiu al grup Prisa.
Ha estat professor a l'Escuela de Periodismo Universidad Autónoma de Madrid-El País; és mestre de la Fundación Nuevo Periodismo Iberoamericano, que presideix Mercedes Barcha, i ha rebut el grau honari (honorary degree) en Direcció i Administració d'Empreses per la fundació universitària ESERP.
Grijelmo va obtenir el 1998 el Premio Nacional de Periodismo Miguel Delibes; i el 2006, l'Antena de Oro per la seva col·laboració habitual al programa radiofònic No es un día cualquiera, que dirigeix Pepa Fernández a Radio Nacional de España.
Durant l'any 2011 va participar com a vocal a la Comisión de Modernización del Lenguaje Jurídico.
El juny de 2018, Álex Grijelmo va ser nomenat director de l'Escuela de Periodismo UAM-El País. Va substituir Javier Moreno, que va continuar vinculat al diari El País, com a director de l'edició d'Amèrica.
Durant la seva joventut va formar part del grup de folk Orenga, al qual segueix d'alguna manera vinculat; i això, segons les seves pròpies paraules, li va servir per aprofundir en el coneixement del castellà més popular.

## Publicacions (llibres)
Paral·lelament a la seva activitat periodística, Grijelmo ha publicat:
- El estilo del periodista, Taurus, 1997,

Els assaigs:
- Defensa apasionada del idioma español. Taurus, 1998.
- La seducción de las palabras. Taurus, 2000.
- La punta de la lengua. Aguilar, 2004.
- El genio del idioma. Taurus, 2004.
- La gramática descomplicada. Taurus, 2006.
- Palabras moribundas. Coautor amb Pilar García Mouton. Taurus, 2011.
- La información del silencio. Taurus, 2012.
- Palabras de doble filo. Espasa, 2015.

I la novel·la:
- El cazador de estilemas. Novel·la. Planeta, 2019.[11]

### Altres publicacions
Ha participat en el catàleg del fotògraf David Palacín per a la Biennal de Dakar (2002), al costat dels també escriptors José Ángel Barrueco, Mario Crespo, Óscar Esquivias i Marta Sanz, el cantaor flamenc el Cabrero, el músic i ministre de Cultura del Senegal Youssou N'dour, l'actor Martin Sheen, la poeta mexicana Roxana Elvridge-Thomas i el músic Diego Galaz.

### Reconeixements
El desembre de 2015 va ser elegit acadèmic corresponent de la Institución Fernán González (Academia Burgense de Historia y Bellas Artes).
L'abril de 2018 ingressa a l'Academia Colombiana de la Lengua.